# Arauca (stad)
Arauca är huvudstad i Araucadepartementet i nordöstra Colombia. Staden ligger vid Araucafloden, på gränsen mot Venezuela, och hade 67 202 invånare år 2008. Staden ligger i kommunen med samma namn.